# Крайноставская учительская семинария

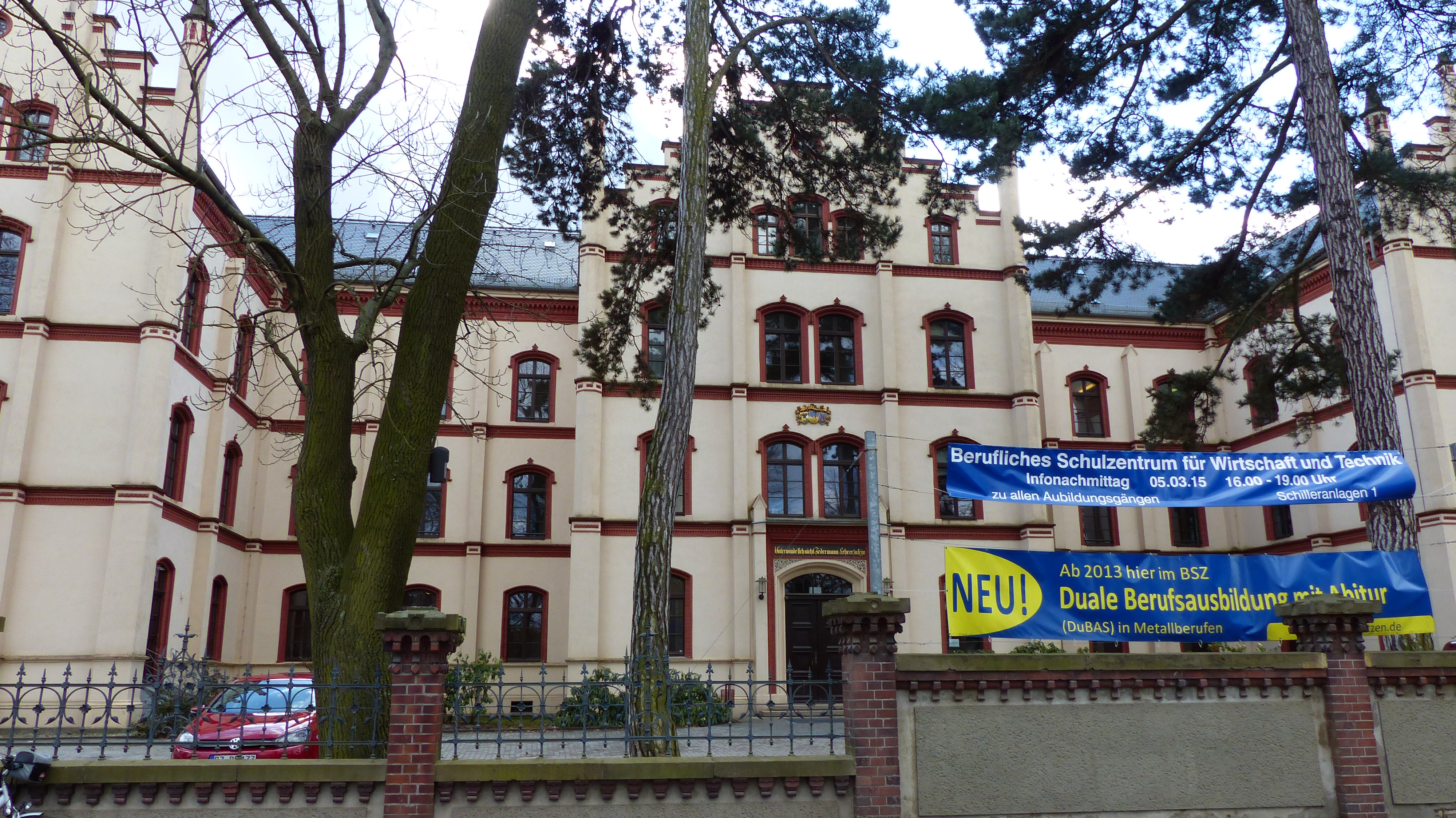
Бывшее здание Крайноставской учительской семинарии на улице Schilleranlagen, 1, Баутцен

Крайноставская учительская семинария (в.-луж. Krajnostawski wučerski seminar, Budyšinski krajnostawski seminar; нем. Das Landständische Lehrerseminar) — высшее педагогическое училище в Будишине, действовавшее в XIX—XX веках и готовившее преподавательский состав для серболужицких школьных учебных заведений в Саксонии. В учреждении обучались многочисленные представители серболужицкой интеллигенции, сыгравшие значительную роль в серболужицком национальном возрождении.
Терминология
Собственное наименование «Крайноставская» происходит от верхнелужицкого названия саксонского государственного образовательного учреждения «Krajne (областные, провинциальные, региональные) stawy (положения, уставы)».

## История
В 1817 году в Будишине была основана государственная институция «Krajne stawy», которой предписывалось заниматься образованием серболужицкого населения Саксонии. Для учреждения было выделено здание в Старом городе на Монастырской улице (Mnišа hasа). В этом же году в здании стало действовать педагогическое училище, получившее название «Крайноставская учительская семинария». С 1857 года училище располагалось в здании современного Центра профессионального образования (Berufsschulzentrum) на улице Schilleranlagen, 1.
До 1851 года в училище производилось совместное обучение студентов лютеранского и католического вероисповедания. В училище существовало пропорциональное разделение студентов по конфессиональному признаку. До 1830 года в училище на государственное обеспечение принимали одного кандидата-католика на троих кандидатов-лютеран. С 1830 по 1846 года нуждающиеся студенты получали стипендию от Министерства культуры Саксонии, что привело к увеличению абитуриентов на 40 %. В 1836 году при училище были созданы подготовительные классы для мальчиков.
С 1834 по 1840 года серболужицкие студенты обучались на верхнелужицком языке в классе лютеранского священнослужителя Гандрия Любенского. С 1849 года в училище на лужицком языке преподавали Ян Смолер и с 1858 года — Корла Фидлер.
В период с 1817 по 1851 года училище окончило 47 выпускников-католиков.
В 1851 году местный католический епископ получил разрешение на открытие католического педагогического училища, которое было основано при соборе святого Петра. С этого года в Крайноставской учительской семинарии стали обучаться только студенты лютеранского вероисповедания.
Училище прекратило свою деятельность после прихода к власти нацистов в 1933 году.
Училище закончили лингвист Рудольф Енч (в 1924 году), композитор Корла Коцор (в 1842 году), писатель Ян Ганчка (в 1888 году), поэт Ян Мучинк (в 1842 году), краевед Юрий Пилк (в 1876 году), писатель Корла Шеца (в 1877 году), ботаник и энтомолог Михал Росток и писатель Ян Веля (в 1842 году).